# Русаки (Вишгородський район)
Русаки́ — село в Україні, у Іванківській селищній громаді Вишгородського району Київської області. Населення становить 344 особи.

## Історія
7 (20) листопада 1917 року, відповідно до Третього Універсалу Української Центральної Ради, увійшло до складу Української Народної Республіки.
12 червня 2020 року, відповідно до розпорядження Кабінету Міністрів України № 715-р «Про визначення адміністративних центрів та затвердження територій територіальних громад Київської області», увійшло до складу Іванківської селищної територіальної громади.
19 липня 2020 року, в результаті адміністративно-територіальної реформи та ліквідації Іванківського району, село увійшло до складу новоутвореного Вишгородського району.
З кінця лютого до 1 квітня 2022 року під час російсько-української війни село було окуповане російськими військами.

## Географія
Через село тече річка Тернява, в яку впадає права притока Ковпитень.

## Відомі особистості
- Черненко Петро Степанович (18.11.1918 — 27.05.1993) — Герой Радянського Союзу (19.04.1945), командир роти танкового десанту 142-го ордена Олександра Невського гвардійського стрілецького полку 5-ї Орловської стрілецької дивізії, капітан гвардії, нагороджений орденами Леніна, Червоної Зірки, Олександра Невського, Великої Вітчизняної війни І ступеня, медалями.